# Hazorasp
Hazorasp (usbekisch Hazorasp, Ҳазорасп), auch bekannt als Khazarasp (russisch Хазарасп) oder unter seinem antiken Namen Hazarasp (persisch هزار اسپ, was „tausend Pferde“ bedeutet), ist eine Siedlung städtischen Typs im Viloyat Xorazm in Usbekistan und das Verwaltungszentrum des gleichnamigen Bezirks Hazorasp. Die Bevölkerung betrug im Jahr 2016 etwa 18.800 Einwohner. Die Stadt liegt am Anfang des Amudarja-Deltas, südlich des Aralsees.

## Geschichte
Hazorasp war im Mittelalter ein wichtiges Handelszentrum und erlebte im Laufe seiner Geschichte mehrere Schlachten: zwischen dem Ghaznawiden-Sultan Mahmud von Ghazni und dem Mamuniden-Herrscher Abu'l-Harith Muhammad im Jahr 1017; zwischen dem Seldschuken-Sultan Ahmad Sandschar und dem Choresm-Schah Ala ad-Din Atsiz im Jahr 1147; sowie zwischen dem Choresm-Schah Muhammad II. und dem Ghuriden-Herrscher Mu'izz ad-Din Muhammad Ghori. Die Stadt wurde schließlich während der Mongoleneinfälle zerstört.
Später wurde Hazorasp wieder aufgebaut und behielt nur einen Teil seiner früheren Bedeutung. Es wurde unter den Mongolen im Khanat von Chiwa zu einer Festung der Arabshahiden und diente den Prinzen der Arabshahiden als Residenz. Die Stadt wurde während des Chiwa-Feldzugs von 1873 von den Russen erobert. Hazorasp hat bis heute überlebt und ist heute Teil von Usbekistan. Die Stadt wurde im Januar 2008 in die UNESCO-Welterbe-Tentativliste in der Kategorie Kultur aufgenommen.